# Taipéi
Taipéi (en chino tradicional, 臺北市 o 台北市; pinyin, Táiběi Shì) es la capital de la República de China desde 1949. Su estatus oficial es el de capital de Taiwán. Es el centro político, económico y cultural del país. La ciudad tiene un metro elevado y está conectada por tren de alta velocidad con Kaohsiung. Además es sede de varias universidades, el Museo Nacional del Palacio y otras instituciones culturales como la Academia Sínica, y el Taipei 101, el undécimo edificio más alto del mundo.
Situada en el extremo norte de la isla de Taiwán, Taipéi se extiende sobre el río Tamsui y está a 25 kilómetros al suroeste de Keelung, su puerto en el océano Pacífico. Cerca de la capital se halla también la ciudad costera de Tamsui, en la desembocadura del río en el estrecho de Taiwán. Se encuentra en los dos estrechos valles de los ríos Keelung (基隆河) y Xindian (新店溪), que confluyen para formar el río Tamsui a lo largo de la frontera occidental de la ciudad.
La ciudad en sí tiene una población estimada de 2 619 920 habitantes (a marzo de 2009). La ciudad de Nueva Taipéi y la ciudad de Keelung forman el área metropolitana de Taipéi, con una población de 6 752 826 habitantes (marzo de 2009). Sin embargo, ambas son administradas por distintos órganos gubernamentales, ya que Taipéi es una municipalidad especial administrada directamente por el Gobierno central de la República de China. En ocasiones "Taipéi" se refiere al conjunto del área metropolitana, mientras que la "ciudad de Taipéi" se refiere a la ciudad en sí.
Taipéi es considerada una ciudad global alfa y forma parte de una importante zona industrial. Está conectada con el resto de la isla por ferrocarril, trenes de alta velocidad, autopistas, aeropuertos y líneas de autobús. La ciudad cuenta con el Aeropuerto de Taipéi Songshan, para vuelos nacionales, y el Aeropuerto Internacional de Taiwán Taoyuan, para vuelos internacionales.
Fue fundada a comienzos del siglo XVIII y se convirtió en un importante centro para el comercio de ultramar en el siglo XIX. Japón se hizo con Taiwán en 1895 tras la primera guerra sino-japonesa y convirtió a Taipéi en la capital de la isla. La República de China ocupó Taiwán después de que Japón fuera derrotada en la Segunda Guerra Mundial. El Generalísimo Chiang Kai-shek declaró a Taipéi capital provisional de la República de China en diciembre de 1949 cuando el Kuomintang fue vencido por los comunistas, quienes se hicieron con la mayor parte de la China continental durante la guerra civil china.

## Historia

### Primeras poblaciones
Taipéi estuvo poblada originalmente por nativos de la tribu Ketagalan, pero históricamente fue poblada inicialmente por las primeras generaciones de chinos Han de la dinastía Ming en la era de los descubrimientos.
Los primeros europeos en llegar a la isla fueron los portugueses, seguidos de cerca de los españoles. Sin embargo, fue España la que formó un gobierno en el lugar que no se extendía más allá del ahora Distrito de Tamsui (淡水, agua dulce) donde había erigido una fortaleza que por entonces se convirtió en una de las bases para las actividades de España en Asia durante un período de tiempo. Alrededor de 1662, Zheng Chenggong, "El destructor de Taiwán", se adelantó al norte de Taiwán a las fuerzas de Holanda y logró llegar a Aguadulce y Keelung, forzando a los españoles y holandeses a abandonar la isla e iniciando una oleada de migraciones chinas.

### Desarrollo de la ciudad
En 1683 la dinastía Qing inicia el imperio de Taiwán, y el gobierno de Qing empieza a reconocerla como parte de la nación porque no limita a la isla como parte de los viajes, Taipéi se desarrolla inicialmente. Cuando empieza a florecer el imperio se cancela el límite fronterizo sin apenas debate, por lo que la migración de chinos Han propicia la activación de la ciudad y comienza a formar parte de una de las tres ciudades más grandes del "triple gobierno de Nishika". Siendo unos de los centros del imperio de la dinastía Qing, Deer Harbor que es el nombre antiguo del distrito colindante origina el carácter de Taipéi inicialmente desarrollado por el transporte de agua, esta etapa de desarrollo se prolonga hasta finales del siglo XIX que es donde finaliza la hegemonía del gobierno de la dinastía Qing. Aquí Taipéi cobró gran importancia económica gracias al comercio del té. En 1875 la parte norte de Taiwán se separó de la Prefectura de Taiwán y se convirtió en la Prefectura de Taipéi, una nueva ciudad, Chengnei, comenzando por consiguiente a establecerse para albergar a la creciente burocracia de la prefectura.
Tras su derrota en la Primera Guerra Sino-japonesa, en virtud del Tratado de Shimonoseki, China tuvo que ceder la isla entera de Taiwán a Japón en 1895. Consecuentemente, Taipéi se convirtió en la capital política del gobierno colonial japonés, efectuando así la influencia japonesa en el desarrollo urbano de la ciudad. Muchos de los edificios y arquitectura de Taipéi datan del periodo de dominio japonés, durante el cual la ciudad recibió el nombre de Taihoku. Esto incluye el actual edificio presidencial, que en aquella época albergaba las oficinas del gobernador general de Taiwán.

### Consolidación como capital de la República de China

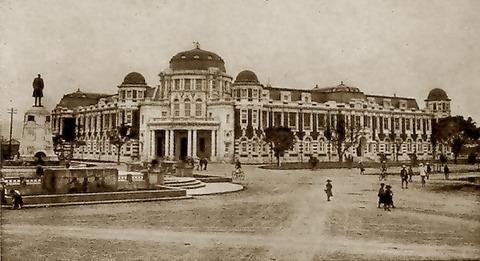
Taipéi hacia el año 1910

En la práctica, la isla de Taiwán fue devuelta por Japón a China tras la rendición del primer en agosto de 1945 (en la teoría continuó siendo parte de Japón hasta el tratado de San Francisco de 1952), convirtiéndose en una provincia más de la República de China y con Taipéi como capital. Pero debido a la mala situación de la China de la posguerra sumada al mal manejo económico, prontamente existió un profundo descontento entre los nativos de la isla y el gobierno del Kuomintang, entonces localizado en China continental, este descontento hizo que se iniciaran en Taipéi las protestas del Incidente del 28 de febrero, que pronto se expandieron a toda la isla y que fueron violentamente reprimidas por el gobierno dejando alrededor de 20,000 muertos, y que resultaron en la aplicación de una ley marcial dentro de la isla.
Taipéi y el resto de Taiwán seguirían gobernadas desde China continental hasta diciembre de 1949, cuando el Partido Comunista de China forzó el exilio del gobierno del Kuomintang encabezado por Chiang Kai-shek a Taipéi, que fue declarada "capital provisional" de la República de China (la capital constitucional de la República de China es aún la ciudad continental de Nankín). A diferencia de la República Popular de China el gobierno de Kuomintang dio prioridad al desarrollo económico, por ello hasta la actualidad la economía de Taiwán se ha desarrollado a pasos agigantados, y por lo tanto el crecimiento demográfico de Taipéi también ha aumentado mucho.
Debido a que el consumo había sido dejado de lado, principalmente por la congestión del tráfico el problema de la contaminación comenzó a empeorar. Para resolverlo el gobierno tomo varias medidas para emprender la década de 1990, como la construcción del metro subterráneo y el reglamento de escape. Esto ha dado lugar a la actual buena situación medio ambiental de la capital.
Por la realización del ferrocarril de alta velocidad, el desarrollo previamente como ciudad industrial, y el rápido crecimiento de la población de su área metropolitana, la ciudad de Kaohsiung ha señalado definitivamente en 2006 la posibilidad de absorción política por parte de Taipéi.
Para 2017 la Universiada se llevó a cabo por primera vez en Taiwán, en la que Taipéi fue la sede.

## Geografía

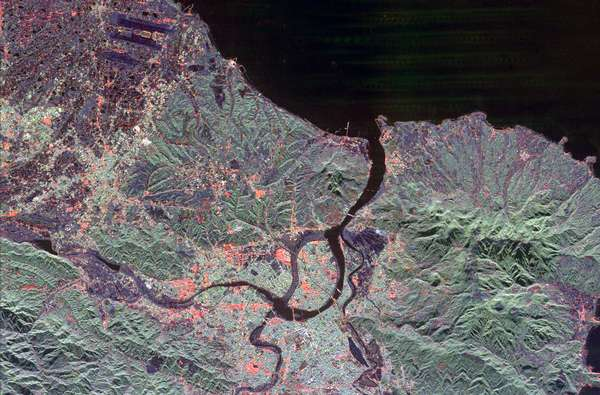
Vista satelital de la región de Taipéi.

La ciudad de Taipéi está situada en la cuenca de Taipéi, al norte de Taiwán. Está rodeada por el río Xindian al sur y el río Tamsui al oeste. El terreno llano de las zonas centrales al oeste de la ciudad tiene una ligera pendiente ascendente hacia el sur, este y sobre todo al norte, donde alcanza los 1120 metros en la montaña Qixing (七星山), lugar donde reposa el volcán más alto (apagado) de Taiwán, en el parque nacional Yangmingshan. Los distritos del norte Shilin y Beitou se extienden al norte del río Keelung y están junto al mencionado parque nacional.
Los picos de la montaña Qixing y el monte Tatun se erigen al noreste de la ciudad. La montaña Qixing se encuentra en el Grupo Volcánico Tatun y es la montaña más alta de la cuenca de Taipéi, con una altura de 1120 metros. El monte Datun, por su parte, se encuentra a 1092 metros de altura. Estos antiguos volcanes conforman el parque nacional Yangmingshan, cuyo terreno abarca hasta el monte Caigongkeng (菜公坑山).
Situado en un amplio puerto entre dos montañas, la zona también contiene el estanque pantanoso Datun. Al sureste de la ciudad se encuentran las colinas de Songshan y el barranco Qingshui, que forman una barrera de frondosos bosques.

## Clima
Taipéi tiene el clima subtropical húmedo sin estación seca (clasificación climática de Köppen: Cfa), lo que significa un clima templado; la temperatura media anual es de 23,6 °C, con temperaturas veraniegas medias de 29,4 °C e invernales de 11 °C. Los veranos son húmedos, acompañados normalmente de tormentas y tifones, mientras que los inviernos son cortos y suaves.
Debido a la situación de Taiwán en el océano Pacífico, la ciudad se ve afectada por la temporada de tifones del Pacífico, que tiene lugar entre junio y octubre.
| Parámetros climáticos promedio de Taipei, Taiwan | Parámetros climáticos promedio de Taipei, Taiwan | Parámetros climáticos promedio de Taipei, Taiwan | Parámetros climáticos promedio de Taipei, Taiwan | Parámetros climáticos promedio de Taipei, Taiwan | Parámetros climáticos promedio de Taipei, Taiwan | Parámetros climáticos promedio de Taipei, Taiwan | Parámetros climáticos promedio de Taipei, Taiwan | Parámetros climáticos promedio de Taipei, Taiwan | Parámetros climáticos promedio de Taipei, Taiwan | Parámetros climáticos promedio de Taipei, Taiwan | Parámetros climáticos promedio de Taipei, Taiwan | Parámetros climáticos promedio de Taipei, Taiwan | Parámetros climáticos promedio de Taipei, Taiwan |
| Mes                                              | Ene.                                             | Feb.                                             | Mar.                                             | Abr.                                             | May.                                             | Jun.                                             | Jul.                                             | Ago.                                             | Sep.                                             | Oct.                                             | Nov.                                             | Dic.                                             | Anual                                            |
| ------------------------------------------------ | ------------------------------------------------ | ------------------------------------------------ | ------------------------------------------------ | ------------------------------------------------ | ------------------------------------------------ | ------------------------------------------------ | ------------------------------------------------ | ------------------------------------------------ | ------------------------------------------------ | ------------------------------------------------ | ------------------------------------------------ | ------------------------------------------------ | ------------------------------------------------ |
| Temp. máx. abs. (°C)                             | 33.8                                             | 31.8                                             | 35.0                                             | 36.2                                             | 38.2                                             | 38.9                                             | 39.7                                             | 39.3                                             | 38.6                                             | 36.8                                             | 34.3                                             | 31.5                                             | 39.7                                             |
| Temp. máx. media (°C)                            | 19.0                                             | 19.7                                             | 22.9                                             | 26.7                                             | 30.1                                             | 32.9                                             | 35.0                                             | 34.4                                             | 31.6                                             | 27.1                                             | 23.3                                             | 21.0                                             | 27.3                                             |
| Temp. media (°C)                                 | 16.6                                             | 17.2                                             | 19.0                                             | 22.5                                             | 25.8                                             | 28.3                                             | 30.1                                             | 29.7                                             | 27.8                                             | 24.7                                             | 22.0                                             | 18.2                                             | 23.5                                             |
| Temp. mín. media (°C)                            | 12.6                                             | 12.7                                             | 16.2                                             | 17.4                                             | 22.8                                             | 25.3                                             | 26.8                                             | 26.6                                             | 25.2                                             | 21.6                                             | 13.5                                             | 12.1                                             | 19.5                                             |
| Temp. mín. abs. (°C)                             | −0.1                                             | −0.2                                             | 1.4                                              | 4.7                                              | 10.0                                             | 15.6                                             | 19.5                                             | 18.9                                             | 13.5                                             | 10.2                                             | 1.1                                              | 1.8                                              | -0.2                                             |
| Lluvias (mm)                                     | 93.8                                             | 129.4                                            | 157.8                                            | 151.4                                            | 245.2                                            | 354.6                                            | 214.2                                            | 336.5                                            | 336.8                                            | 162.6                                            | 89.3                                             | 96.9                                             | 2368.5                                           |
| Días de lluvias (≥ 0.1 mm)                       | 13.1                                             | 11.1                                             | 13.0                                             | 13.4                                             | 13.3                                             | 14.5                                             | 10.8                                             | 13.5                                             | 13.3                                             | 12.3                                             | 12.0                                             | 12.6                                             | 152.9                                            |
| Horas de sol                                     | 76.1                                             | 79.3                                             | 95.1                                             | 96.9                                             | 113.6                                            | 114.8                                            | 176.9                                            | 182.8                                            | 151.7                                            | 114.7                                            | 93.3                                             | 78.6                                             | 1373.8                                           |
| Humedad relativa (%)                             | 77.2                                             | 77.8                                             | 76.1                                             | 74.9                                             | 74.7                                             | 75.3                                             | 70.2                                             | 72.1                                             | 73.9                                             | 74.4                                             | 75.0                                             | 75.9                                             | 74.8                                             |
| Fuente: 7 de junio de 2009                       |                                                  |                                                  |                                                  |                                                  |                                                  |                                                  |                                                  |                                                  |                                                  |                                                  |                                                  |                                                  |                                                  |

## División administrativa

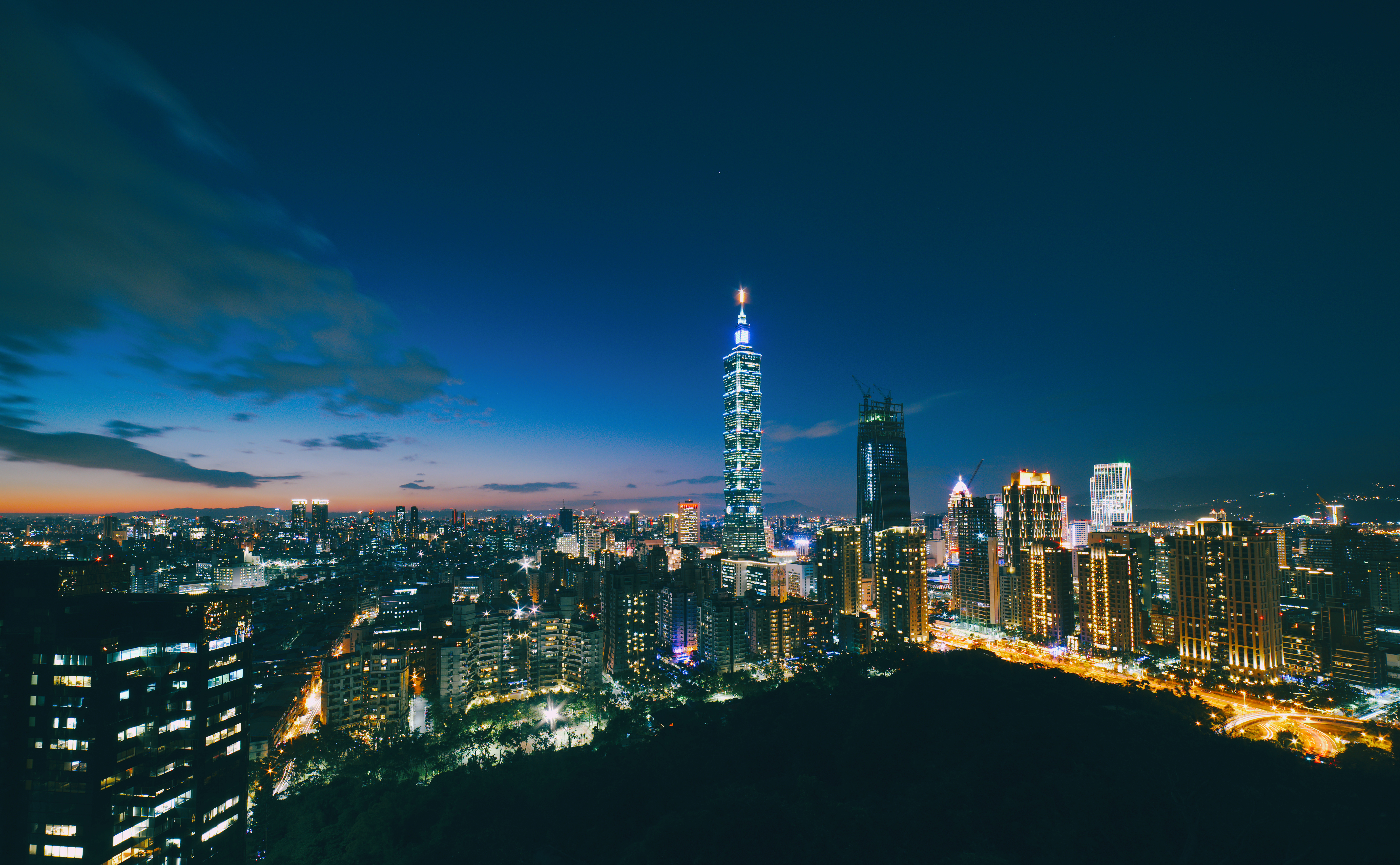
Panorámica de Taipéi al amanecer.

La ciudad de Taipéi está dividida en doce distritos (區 qu):
|              | Distrito     |             |            | Población | Superficie | Código postal |  |
|              | Hanyu Pinyin | 漢字        | Wade-Giles | en 2009   | km²        |               |  |
| ■ Zhongzheng | 中正區       | Chung-cheng | 159.464    | 7,60      | 100        |               |  |
| ■ Datong     | 大同區       | Ta-t'ung    | 124.466    | 5,68      | 103        |               |  |
| ■ Zhongshan  | 中山區       | Chung-shan  | 218.551    | 13,68     | 104        |               |  |
| ■ Songshan   | 松山區       | Sung-shan   | 209.903    | 9,28      | 105        |               |  |
| ■ Da'an      | 大安區       | Ta-an       | 313.371    | 11,36     | 106        |               |  |
| ■ Wanhua     | 萬華區       | Wan-hua     | 190.050    | 8,85      | 108        |               |  |
| ■ Xinyi      | 信義區       | Hsin-yi     | 227.232    | 11,20     | 110        |               |  |
| ■ Shilin     | 士林區       | Shih-lin    | 285.459    | 62,36     | 111        |               |  |
| ■ Beitou     | 北投區       | Pei-t'ou    | 249.319    | 56,82     | 112        |               |  |
| ■ Neihu      | 內湖區       | Nei-hu      | 267.120    | 31,57     | 114        |               |  |
| ■ Nangang    | 南港區       | Nan-kang    | 113.462    | 21,84     | 115        |               |  |
| ■ Wenshan    | 文山區       | Wen-shan    | 261.523    | 31,50     | 116        |               |  |

### Planificación urbana
La planificación de la ciudad se caracteriza por calles rectas y edificios públicos de gran estilo arquitectónico occidental. La ciudad está construida sobre una configuración en cuadrícula, sin embargo, estos bloques son enormes por las normas internacionales (500 metros de lado). Sin embargo existe poca uniformidad de planificación dentro de estos bloques, por lo que las calles (perpendiculares a las calles) y callejones (paralelos a la calle o perpendicular a la calle) se expanden por las vías principales. Estas pequeñas calles no siempre son perpendiculares y se interrumpen, a veces, por bloques diagonales.
Aunque el desarrollo se inició en los distritos occidentales de la ciudad por el comercio, los distritos orientales de la ciudad se han convertido en el centro de la ciudad. Muchos de los distritos occidentales, ya en declive, se han convertido en objetivo de nuevos proyectos de renovación urbana.

## Gobierno y política
El alcalde actual de Taipéi es Ko Wen-je. El cargo de alcalde de Taipéi es visto por muchos como un peldaño para escalar un puesto político de mayor rango. Tres presidentes taiwaneses sucesivos: Lee Teng-hui (1988-2000), Chen Shui-bian (2000-2008) y Ma Ying-jeou (2008-2016), fueron alcaldes de Taipéi antes de acceder a la presidencia. Sólo desde 1994 el alcalde de Taipéi es nombrado por elección popular, después de muchos años de haber sido un cargo designado por otras autoridades.
La lengua más hablada es el chino mandarín, mientras que en el resto de la isla predominan los dialectos chinos taiwanés y hakka.

## Economía

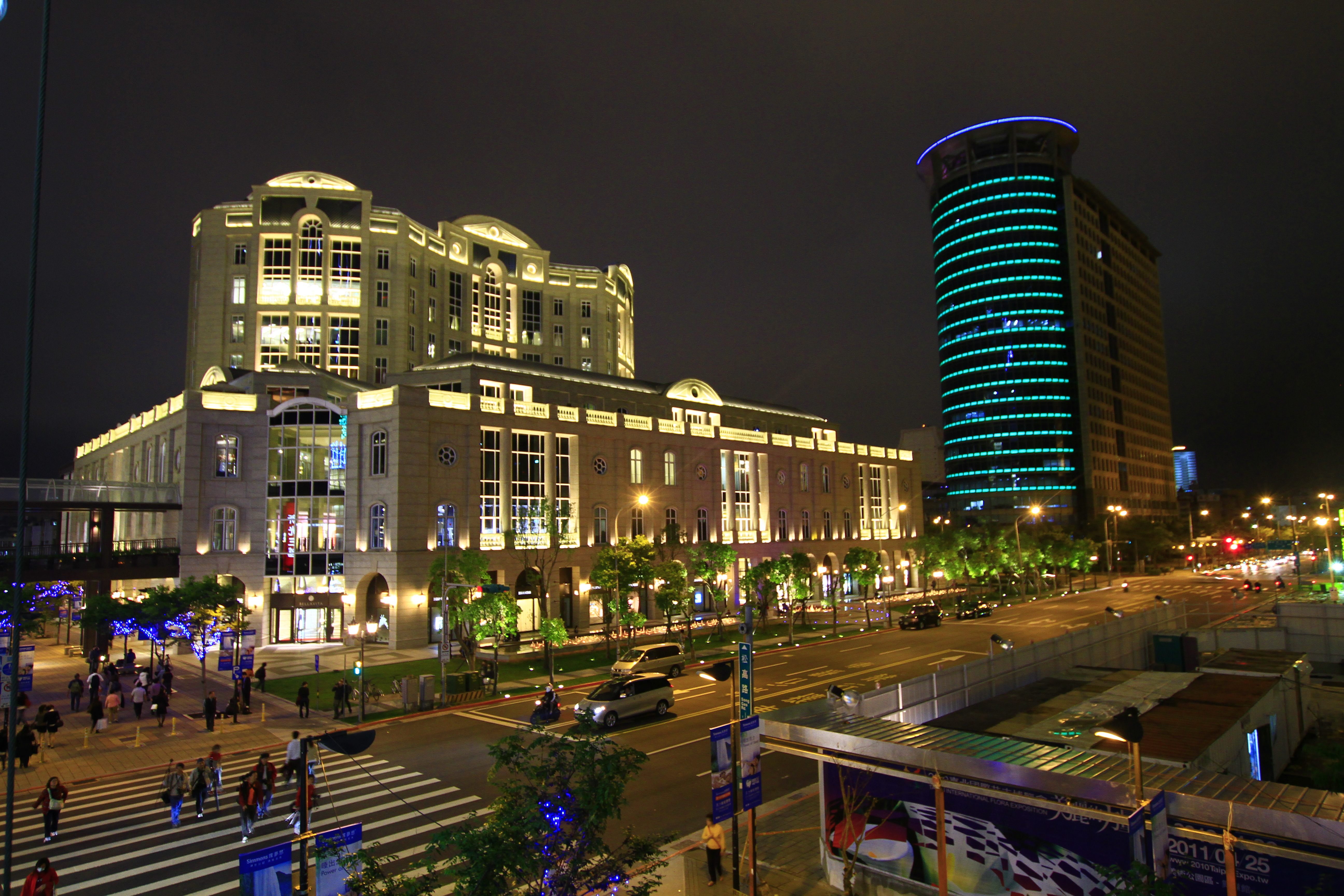
Bellavita Shopping Center y el edificio de CPC Corporation en el área de negocios de Xinyi

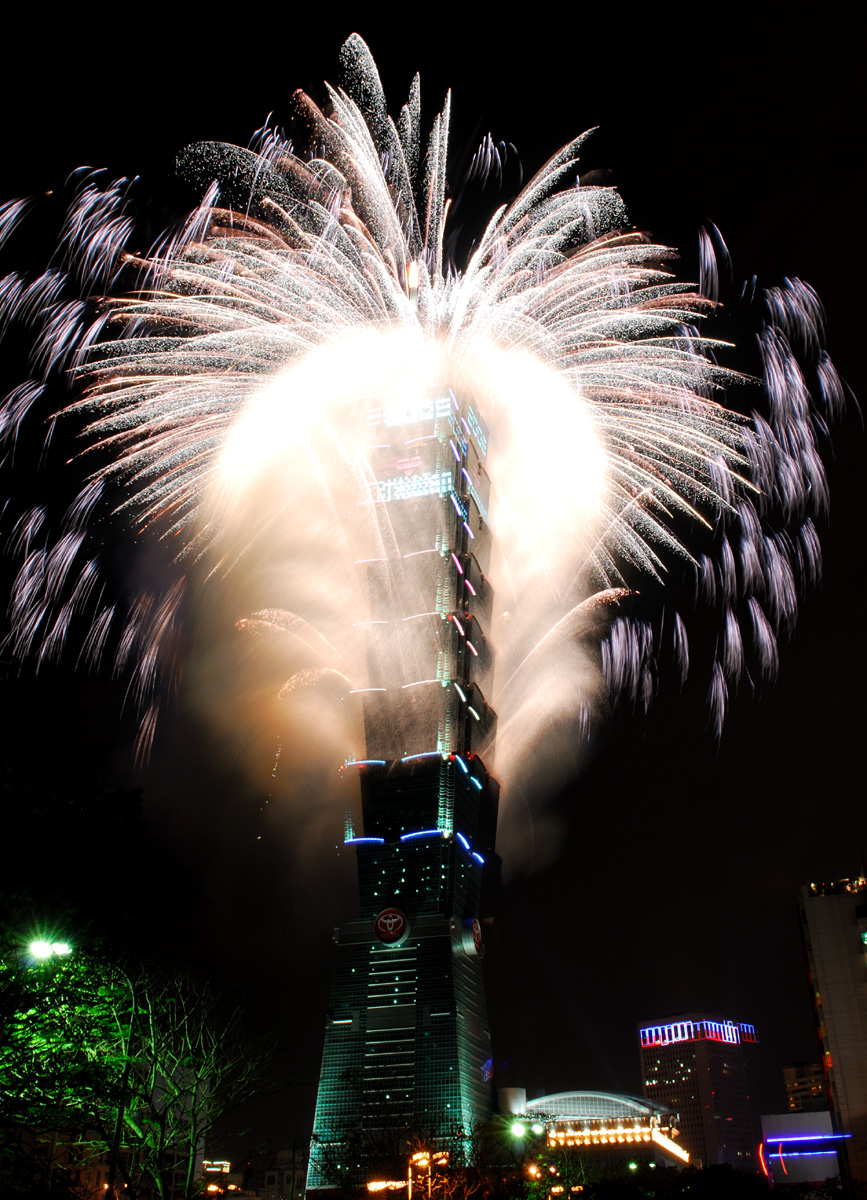
Taipei 101 durante la celebración de año nuevo.

Como la capital de Taiwán, Taipéi ha sido el centro de un rápido desarrollo económico en el país y ahora se ha convertido en una de las ciudades globales en la producción de alta tecnología y sus componentes. Esto es parte del llamado milagro taiwanés, que ha registrado un crecimiento espectacular en la ciudad tras la inversión extranjera directa en la década de 1960. Taiwán es actualmente una economía acreedora, sostiene una de las mayores reservas de divisas del mundo, con más de 403 mil millones de dólares a diciembre de 2012.
A pesar de la crisis financiera asiática, la economía sigue creciendo a un 5 % anual, con prácticamente un empleo pleno y una baja inflación. A partir de 2007, el PIB nominal del núcleo urbano de Taipéi ha devengado un monto de cerca de 160 millones de dólares, mientras que la región metropolitana de Taipéi presenta un PIB (nominal) de alrededor de 260 mil millones de dólares, un récord que le situaría número 13 entre las ciudades del mundo por PIB. El PIB per cápita de Taipéi es de 48 400 dólares, el segundo más alto de Asia después de Tokio, que tiene un PIB per cápita de 65 453 dólares estadounidenses.
Taipéi y sus alrededores han sido durante mucho tiempo la zona industrial más importante de Taiwán, consistente en industrias de los sectores secundario y terciario. La mayoría de las fábricas importantes del país que producen textiles y prendas de vestir se encuentran en la ciudad; otras industrias incluyen la fabricación de productos y componentes electrónicos, maquinaria y equipos eléctricos, materiales impresos, equipos de precisión, y alimentos y bebidas. Estas empresas incluyen Shihlin Electric, CipherLab y Insyde Software. La construcción naval, incluyendo yates y otras embarcaciones de recreo, se realiza en el puerto de Keelung al noreste de la ciudad.
Los servicios, incluidos los relacionados con el comercio, el transporte y banca se han vuelto cada vez más importantes. El turismo es un pequeño pero significativo componente de la economía local totalizando casi 3 millones de visitantes internacionales en 2008. Taipéi tiene muchas atracciones turísticas y aporta una cantidad importante a la industria de 6.8 mil millones de dólares del turismo en Taiwán. Las marcas nacionales, tales como ASUS, Chunghwa Telecom, Mandarin Airlines, Tatung, Uni Air y D-Link tienen su sede en la ciudad.

## Educación
Taipéi cuenta con una infraestructura educativa muy desarrollada, en la ciudad podemos encontrar 25 instituciones de educación superior, de las cuales más importantes son: